# 松本淳三

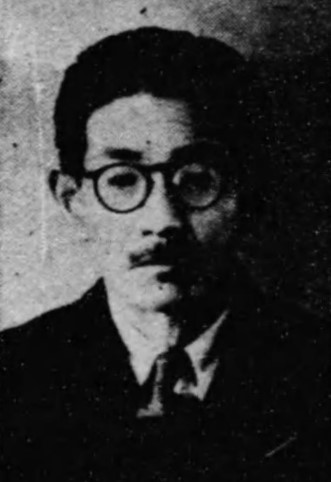
松本淳三

松本 淳三（まつもと じゅんぞう、1895年（明治28年）1月1日 - 1950年（昭和25年）10月9日）は、日本のプロレタリア詩人、無政府主義者、政治家。衆議院議員。本名・淳造。

## 経歴
島根県美濃郡高城村神田（現益田市）で、山口唯美、松本カノ夫妻の長男として生まれ、祖父養軒に養育された。1914年、島根県立浜田中学校を卒業し、慶應義塾大学部理財科に進んだが1916年に中退し、その後、西日本各地や東京などを放浪した。
1918年、久原鉱業佐賀関製錬所に作業員として就職。1920年、堺利彦の推薦で雑誌『中外』の記者となり、日本社会主義同盟に加盟。1921年、自由人連盟の演説会で右翼に刺された。同年9月、再刊された『種蒔く人』の同人となる。1923年6月、日本初のプロレタリア詩誌『鎖』を陀田勘助らと創刊した。1927年5月、小川未明、江口渙らと日本無産派文芸連盟を組織。1928年、日本労農党に入党し、その後詩作から遠ざかった。1928年、日本大衆党の結党に加わる。その後、社会大衆党中央委員、東京府会議員、同参事会員などを務めた。
1946年4月、第22回衆議院議員総選挙に島根県選挙区から日本社会党公認で出馬し当選。次の第23回総選挙でも当選し、衆議院議員を通算二期務めた。この間、衆議院文教委員長、日本社会党中央執行委員、同文化部長などを務めた。1948年、政治資金に関する問題で衆議院不当財産取引調査特別委員会に証人喚問された。1949年1月、第24回衆議院議員総選挙で落選した。翌1950年10月に死去した。

## 著作
- 『二足獣の歌へる : 処女詩集』自然社、1923年。